# Asmatové
Asmatové, jinak také „řezbáři z močálů“, jsou etnická skupina žijící na západě ostrova Nová Guinea. Odhadovaný počet je 30 000 osob. Kdysi patřili mezi jedny z nejobávanějších lovců lebek a kanibalů na ostrově. Jazyk patří k tzv. čtvrtému kmeni papuánských jazyků. Jsou to lovci, sběrači a rybáři. Mezi základní složkou jejich potravy patří ságo, doplněné o nasbírané larvy nosatcovitých brouků (Rhynchophorus ferrugineus), a ulovená zvířata. Ve zdejších řekách žije mnoho ryb, korýšů a také krokodýli, které rovněž loví. V době válek pojídali mozky nepřátel z jejich rozpolcených lebek a míchali je se ságovými červy. Dodávalo jim to sílu k dalšímu boji.

Rozdělení podle jazyka

## Historie
První je zřejmě navštívil slavný mořeplavec James Cook v roce 1770, jenž vyslal člun proti proudu řeky Kuti. Posádka se setkala s kánoemi obsazenými po zuby ozbrojenými Asmaty. Ti podle svého válečného zvyku vyhazovali do vzduchu hrsti vápna, přičemž námořníci si oblaka prachu vyložili jako kouř po vypálení salvy, a proto spustili palbu. Na konci „prvního kontaktu“ bylo 20 mrtvých námořníků a neznámý počet Asmatů. Tato etnická skupina si ještě hluboko ve 20. století udržela pověst divokých válečníků a lovců lebek.

## Kultura

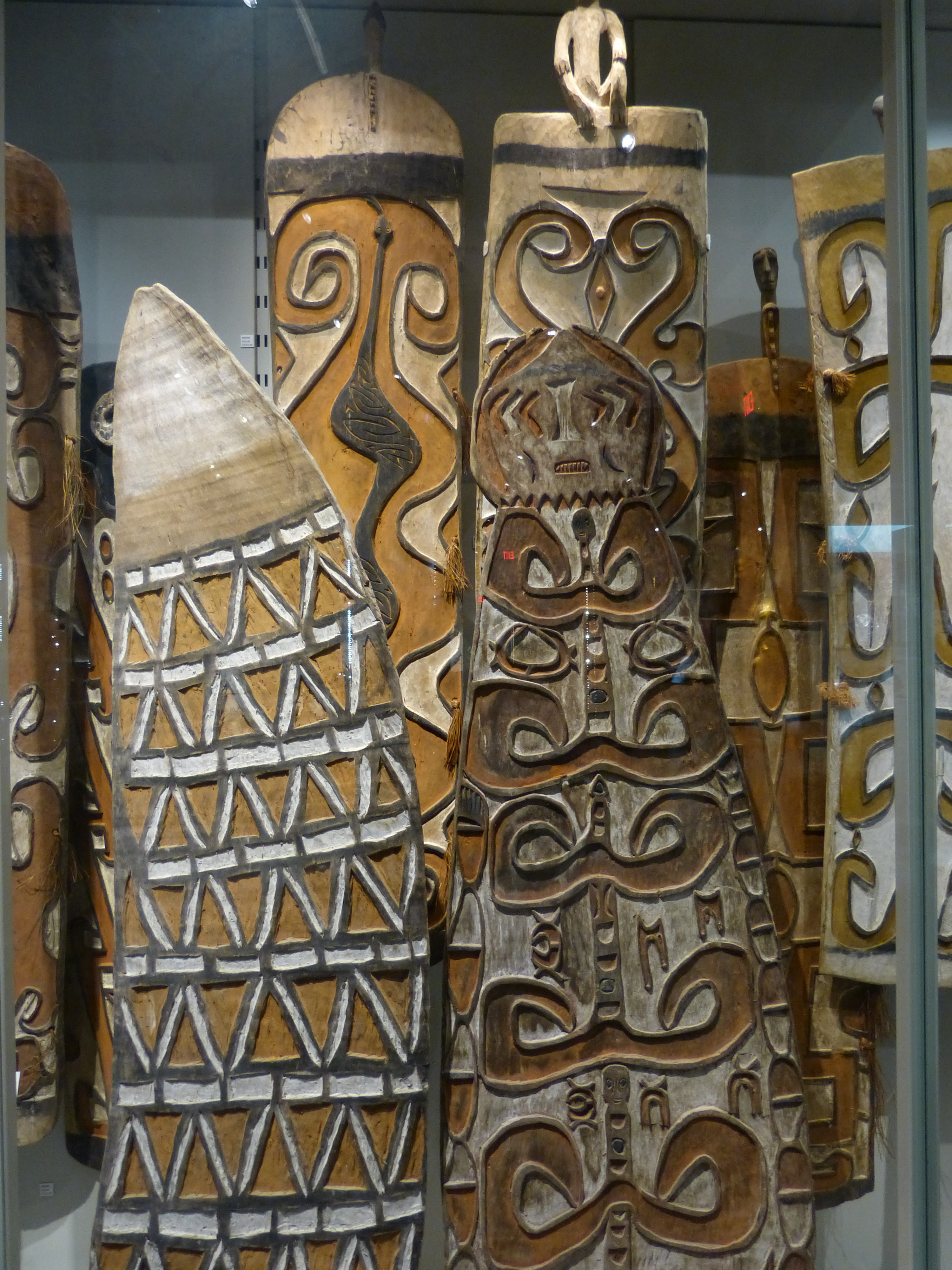
Asmatské štíty

Nejvíce asmatských artefaktů bylo shromážděno Michaelem Rockefellerem. A tyto artefakty můžeme naleznout v Metropolitním muzeu umění v New Yorku a Tropenmuseum v Amsterdamu. Většina Asmatů praktikuje polygamii (mnohoženství) a v mnoha případech „dědí“ ženy a děti po svých příbuzných, kteří zemřou, aby nezůstaly bez majetku a ochrany.
Nedávno přišel srílanský antropolog Gananath Obeyesekere v knize Cannibal Talk s tvrzením, že přesvědčení o kanibalismu u „těch druhých“ je mnohdy důsledkem mezikulturního neporozumění. Představa kanibala podle Obeyesekera pomáhala u dobyvatelů a kolonizátorů zkonstruovat exotické primitivní kultury, které je nezbytné civilizovat, protože provozují perverzní rituály.
Asmati ztělesňovali mnohá západní tabu – praktikovali lov hlav a kanibalismus, provozovali ritualizovanou homosexualitu, při vybraných příležitostech si pili vzájemně moč či sdíleli manželky. Asmati již od prvního kontaktu neměli s Evropany přátelské vztahy.

## Bydlení

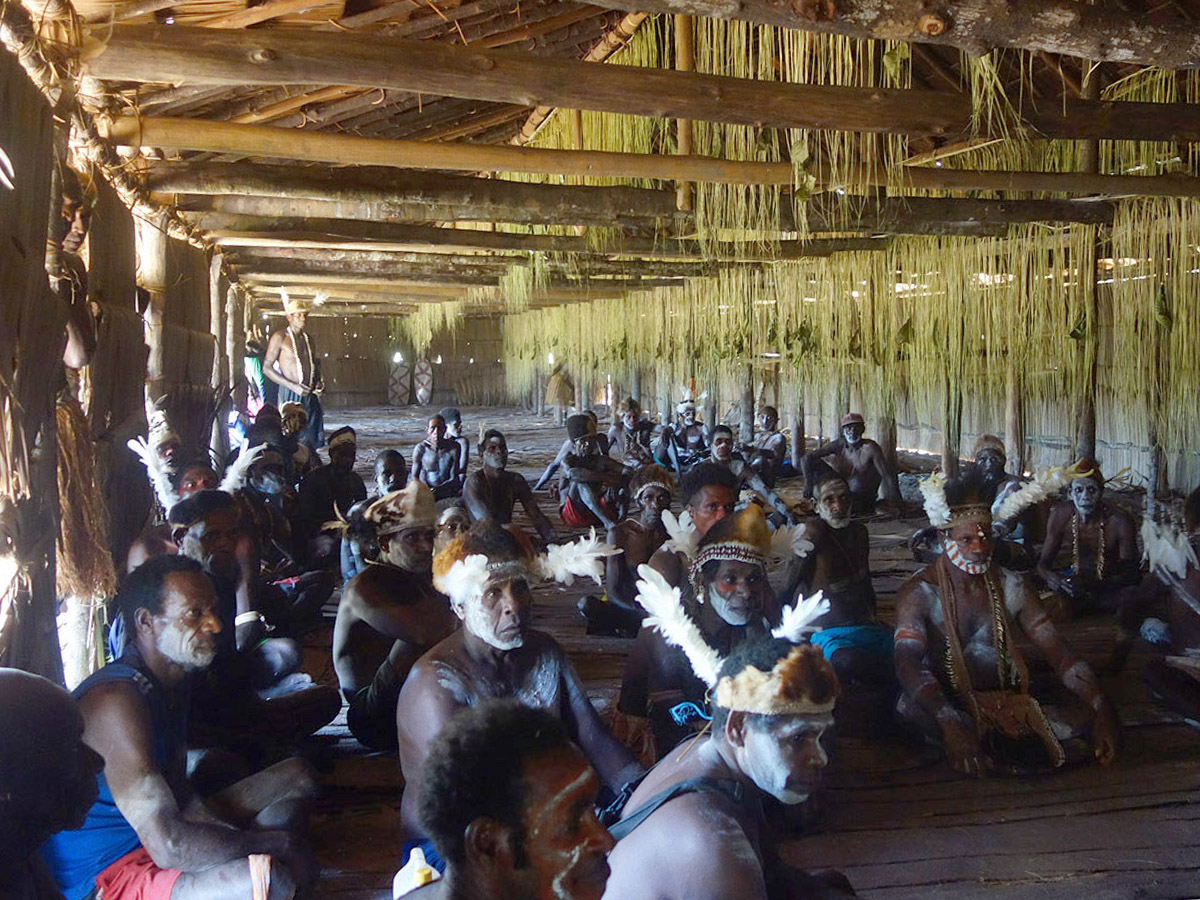
Asmatský dům

Asmatové žijí ve vesnicích v přílivových oblastech, kde se výška hladiny řek, u kterých bydlí, mění až o jeden metr. A z tohoto důvodů si staví domy na vysokých kůlech. Každá vesnice má stejný jazyk, ale všechny se mezi sebou nějakým způsobem lehce liší, ať už kulturně, jazykem nebo náboženstvím. Nicméně sdílejí smysl pro identitu a tak na sebe budou vzájemně ukazovat jako na Asmaty.
Protože museli čelit velkému počtu útoků, stavěli si velké a společné domy. Ani uvnitř nebyli rozděleny žádnými přepážkami. Každý Asmat má v domě pouze ohniště kolem kterého má veškerý svůj majetek (luky, šípy, štíty). Takže každý má naprosto nulové soukromí.

## Náboženství

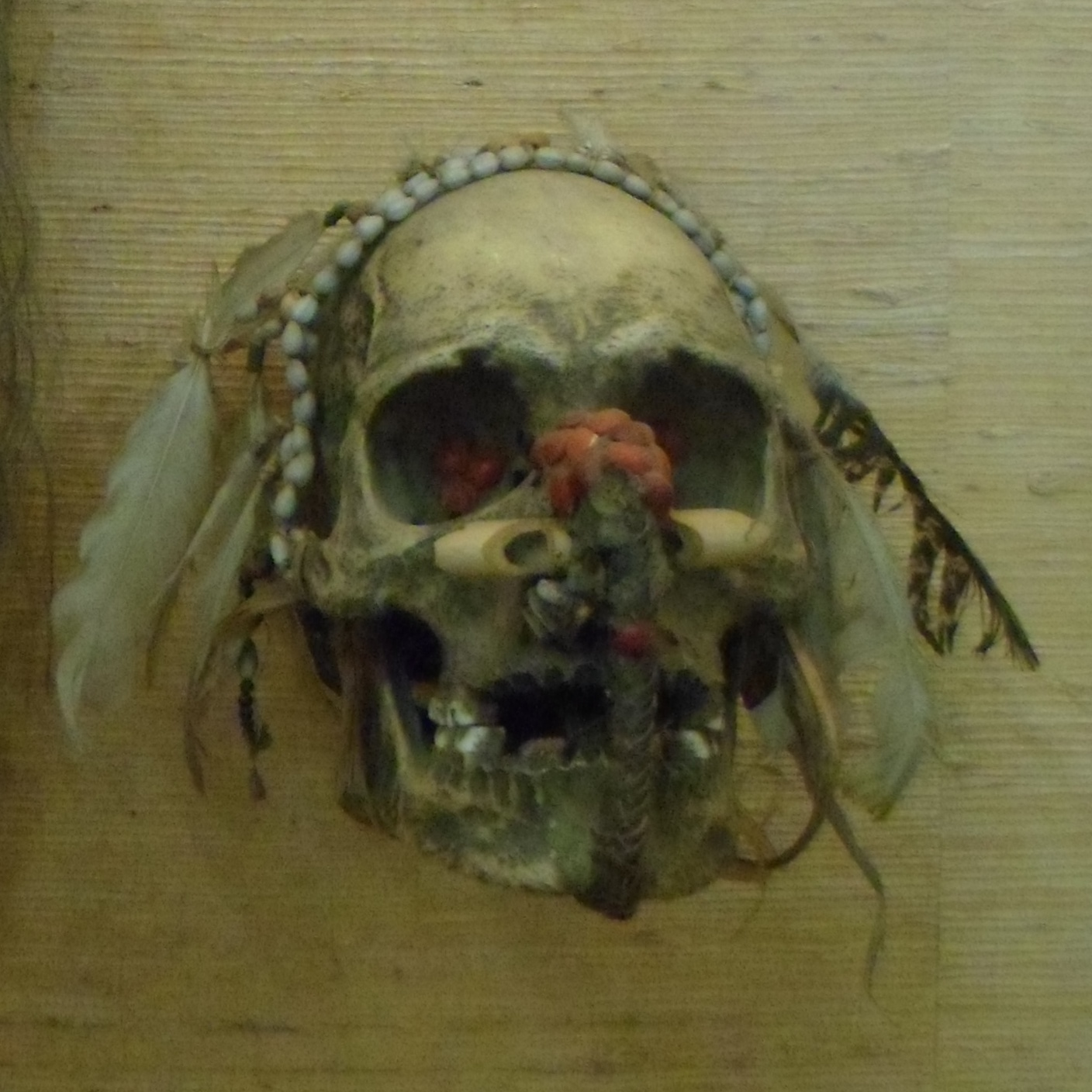

Asmatské náboženství je založeno na kultu předků, mají velmi bohatý a složitý duchovní systém. Věří tomu, že byli vyřezáni ze dřeva, a tak se toto umění dědí z otce na syna. Dřevo je pro ně posvátné.
Mají velké množství hodných a zlých duchů. Věří na převtělování a moc předků, zejména těch, kteří jsou vyřezáni ze dřeva. Ve zdobení se nejvíce objevuje černá a červená barva. Při obřadních rituálech používají zdobné kosti kasuárů, jejichž dekorace je také doplněna kasuářím peřím. Uctívají lebky svých zemřelých: nechávají je na posvátném místě v domě, ale zalepují každý otvor pryskyřicí a barevnými semeny, aby tudy nemohli vcházet a vycházet (zlí a dobří) duchové.
Každý důležitý předmět, dům či nástroj v jejich životě je krásně vyřezán. Největším a nejdůležitějším majetkem vesnice jsou kánoe, které jsou vyrobené z jednoho kusu dřeva a taktéž jsou krásně vyřezávané